# Scotinochroa
Scotinochroa is een geslacht van vlinders van de familie slakrupsvlinders (Limacodidae).

## Soorten
- S. charopocelis Tams, 1929
- S. diplothysana Tams, 1932
- S. fulgorifera Hering, 1928
- S. inconsequens Butler, 1897
- S. mesepirotica Tams, 1929
- S. minor Hampson, 1916
- S. rufescens Janse, 1964
- S. torniplaga Hering, 1928